# Берлін-Шенефельд
Аеропорт Берлін-Шенефельд (нім. Flughafen Berlin-Schönefeld) (IATA: SXF, ICAO: EDDB) — колишній другий міжнародний аеропорт Берліна, що розташований за 18 км до південного сходу від Берліна у комуні Шенефельд району Даме-Шпревальд (Бранденбург, Німеччина). Експлуатантом аеропорту був Flughafen Berlin-Schönefeld GmbH (FBS), учасниками якого є Берлін, Бранденбург і Федеративна Республіка Німеччина.
Аеропорт Шенефельд був головним цивільним аеропортом Східної Німеччини (НДР) та єдиним аеропортом колишнього Східного Берліна. 
25 жовтня 2020 року аеропорт Шенефельд став терміналом 5 аеропорту Берлін-Бранденбург. Цього дня було припинено використання коду IATA SXF. Будівлі терміналів Шенефельда будуть використані до відкриття запланованого терміналу 3 в 2030 року, а Ryanair буде їх основним орендарем 
Був хабом для авіакомпаній:
- easyJet
- Ryanair

## Історія

Розташування аеропортів в околицях Берліна

### Авіаційний завод «Геншель»
15 жовтня 1934 року у Шенефельді розпочалося будівництво заводу Henschel, де до кінця Другої світової війни було побудовано понад 14 000 літаків. На території заводу були прокладені три злітно-посадкові смуги кожна завдовжки 800 м. 22 квітня 1945 завод було захоплено Червоною армією. Відбувся демонтаж обладнання заводу, яке було або вивезено в СРСР, або підірвано. До кінця 1947 року залізничне сполучення було відновлено і на колишніх потужностях авіаційного заводу проводився ремонт залізничної і сільськогосподарської техніки.

### По Другій світовій війні
У 1946 році частини Військово-повітряних сил СРСР були перебазовані з летовища Йоханністаль до Шенефельду. У тому ж році «Аерофлот» розпочав регулярні рейси до Шенефельду. 1947 року вийшов наказ № 93 Радянської військової адміністрації в Німеччині про будівництво у Шенефельді цивільного аеропорту. Після завершення будівництва до 1990 року аеропорт кілька разів перебудовувався, ставши центральним аеропортом Німецької Демократичної Республіки, який мав обслуговувати до 18 млн пасажирів на рік. Аеропорт Шенефельд був оголошений так званим «молодіжним будівництвом».
З 1960-х років і до змін 1990 року називався тоді Центральний аеропорт Берлін-Шенефельд і мав успіх у населення Західного Берліна, яке мало сполучення з аеропортом автобусним маршрутом.

### По об'єднанню Німеччини та Берліна
У 1990-их роках попри проведені роботи по реконструкції аеропорт зіткнувся з падінням показників пасажирообігу, викликане припиненням польотів авіакомпанії НДР Interflug та переходом інших авіакомпаній в більш сучасний і більш вдало розташований аеропорт Тегель. Аеропорт в цей час переважно приймав чартерні рейси. 1992 року введена в експлуатацію відремонтована південна злітно-посадкова смуга. 1996 року федеральний уряд і землі Берлін і Бранденбург взяли рішення про будівництво на базі аеропорту Шенефельд нового великого авіавузла Берлін-Бранденбург.
«Чартерний» період аеропорту Шенефельд завершився в 2003 році, коли до Шенефельду прийшли авіакомпанії-дискаунтери, серед яких найважливішим клієнтом став EasyJet. 19 грудня 2005 року відбулося відкриття нового терміналу D, який обслуговує низькобюджетні авіакомпанії. У листопаді 2007 року було закрито і згодом частково демонтована північна ЗПС.
З травня 2015 року як ЗПС використовується південна смуга недобудованого аеропорту Берлін-Бранденбург. ЗПС Шенефельду закрита на ремонт для майбутнього використання як північна смуга аеропорту Бранденбург.

## Термінали
Аеровокзальний комплекс складається з чотирьох терміналів — А, В, С, D. Термінали А і B знаходяться в одному, головному приміщенні аеропорту.
- Термінал A.Обслуговує переважно рейси авіакомпанія Ryanair тощо.
- Термінал B. Обслуговує суто рейси EasyJet (виходи B20–B29).
- Термінал С. Був побудований для розміщення польотів в Ізраїль. На кінець 2010-х обслуговує спеціальні рейси.
- Термінал D. Був відкритий в 2005 році для розвантаження основних терміналів. Здебільшого використовується авіакомпанії Condor Airlines та Norwegian Air Shuttle. Виходи D40-D57.

## Статистика
Див. джерело запитів Вікіданих та джерела.
| Рік  | Пасажирів | % Зміна  |
| ---- | --------- | -------- |
| 2000 | 2,209,444 | ▬        |
| 2001 | 1,915,110 | ▼ -13.3% |
| 2002 | 1,688,028 | ▼ -11.8% |
| 2003 | 1,750,921 | ▲ 3.7%   |
| 2004 | 3,382,106 | ▲ 93.1%  |
| 2005 | 5,075,172 | ▲ 50%    |
| 2006 | 6,059,343 | ▲ 19.3%  |
| 2007 | 6,331,191 | ▲ 4.5%   |
| 2008 | 6,638,162 | ▲ 4.8%   |
| 2009 | 6,797,158 | ▲ 2.4%   |

| Рік  | Пасажирів  | % Зміна  |
| ---- | ---------- | -------- |
| 2010 | 7,297,911  | ▲ 7.3%   |
| 2011 | 7,113,989  | ▼ -2.5%  |
| 2012 | 7,097,274  | ▼ 0.2%   |
| 2013 | 6,727,306  | ▼ -5.2%  |
| 2014 | 7,292,517  | ▲ 8.4%   |
| 2015 | 8,526,268  | ▲ 17%    |
| 2016 | 11,652,922 | ▲ 36.6%  |
| 2017 | 12,865,312 | ▲ 10.4%  |
| 2018 | 12,725,937 | ▼ -1.1%  |
| 2019 | 11,417,435 | ▼ -10.3% |

## Наземний транспорт

### Авто
До аеропорту можна дістатися по прилеглій автомагістралі А113 (Schönefeld Süd), яка з'єднана з автострадами A100, яка веде до центру міста Берлін і A10, що є кільцевою Берліна і далі має з'єднання в усіх напрямках.

### Потяг
Аеропорт Берлін-Шенефельд обслуговує залізнична станція Берлін-Шенефельд Флугхафен. Потяги S-Bahn Berlin лінії S9 і S45 ходять кожні двадцять хвилин, щоб дістатися до центрального залізничного вокзалу Берліна (Berlin Hbf), не змінюючи поїзда, є регіональні поїзди (RE Regional-Express або RB Regional-Bahn) що вирушають що 30 хвилин. Ці прямі потяги прямують до станцій Берлін-Східний, Берлін-Александерплац, Фрідріхштрассе, Центральний залізничний вокзал (через 30 хвилин) і Берлін-Зоологічний Сад .

### Автобус
Від аеропорту прямують автобуси № 163, 164, 171, 734, 735, 736, 741, 742.
Нічні маршрути N7 та N60.